# Летящият слон
„Летящият слон“ (на руски: Летающий слон) е историческо-приключенска повест от руския писател Борис Акунин, написана през 2008 г. Това е първата част от втората книга за приключенията на руския и немски шпиони по време на Първата световна война. Той описва опасните приключения на Йозеф фон Теофелс в Русия в началото на 1915 г. Написан е в стила на класическите екшън-филми с фокус върху спиращите дъха приключения във въздуха.

## Сюжет
Внимание:  Текстът по-долу разкрива сюжета на произведението (или части от него)!
... Пролетта 1915 г. Император Вилхелм II решава да прекрати активните операции на запад, и да отприщи силата на германската армия срещу руснаците. Планът за атаката е внимателно разработен, предимството в артилерията е поразително, но руската армия неочаквано вади „оръжието чудо“, което може да отрази всички усилия на германците. Това е първият в света тежък бомбардировач с четири двигателя, уникалният самолет „Иля Муромец“. Дотогава той съществува в един-единствен екземпляр, но ако Русия разгъне масово производство, ще може да направи радикална промяна в хода на войната. Кайзерът лично нарежда на шефа на германското разузнаване да попречи на това и изпълнението на каузата отново е възложено на един от най-добрите шпионин – Йозеф фон Теофелс.
... Проникнал в отряда на руските пилоти под прикритието на „пилота Михаил Долохов от САЩ“, Зеп болезнено размишлява как да унищожи самолета. Взривяването на „Иля Муромец“ или убийството на изобретателя няма да помогне: руснаците веднага ще разберат, че това е дело на германците, и ще положат всички усилия, за да започне масово производство на уникалния бомбардировач. Единственият шанс за Теофелс е да представи самолета в отрицателна светлина по време на обща проверка, която ще се ръководи от самия върховен главнокомандващ на руската армия, Великия херцог Николай Николаевич. И германският супершпионин, с верния си помощник Тимо, започва да действа...

## Исторически препратки
- В романа има прототипи на реални исторически личности. „Генерал фон Мак“ е фелдмаршалът на германската армия Аугуст фон Макензен. „Изобретателят Игор Иванович“ е Игор Сикорски, известен руски и американски авиоконструктор. „Пилотът Лански“ е Владимир Николаевич Гатовски, руски генерал, военен пилот, началник-щаб на известната „Дива дивизия“.
- В действителност фон Макензен е имал трима сина, които не са били пилоти. Големият и средният син са представители на властта, а най-младият, Еберхард фон Макензен, е повишен в чин генерал-полковник от сухопътните сили на Нацистка Германия.
- Историята на „пилотът Лански“, описан в повестта, е истинска. Разгневен от некомпетентна заповед на Арсен Караджорджевич (брат на сръбския крал!), Владимир Гатовски удря по лицето тиранина, и през зимата 1915 г. е понижен в редник. По-късно, през 1916 г., за смелост и героизъм Гатовски е възстановен с чин „полковник“ и връща всичките си военни отличия.